# Beauraing
Beauraing (en való: Biarin) és un municipi de Bèlgica, situat a la província de Namur. Va néixer el 1977 de la fusió de Beauraing, Baronville (Bèlgica), Dion (Bèlgica), Felenne, Feschaux, Focant, Froidfontaine, Honnay, Javingue, Martouzin, Pondrôme, Vonêche, Wancennes, Wiesme i Winenne.
La població total en data de 10 de juliol de 2004 té 8.278 habitants, 3.969 homes i 4.309 dones. De 174,55 km² de superfície amb densitat de 47,42 habitants per km².
Camins:
- De gran comunicació: 57.174 km
- Ordinaris: 141.881 km
- Diversos: de pedres i agrícoles: +/- 330 km

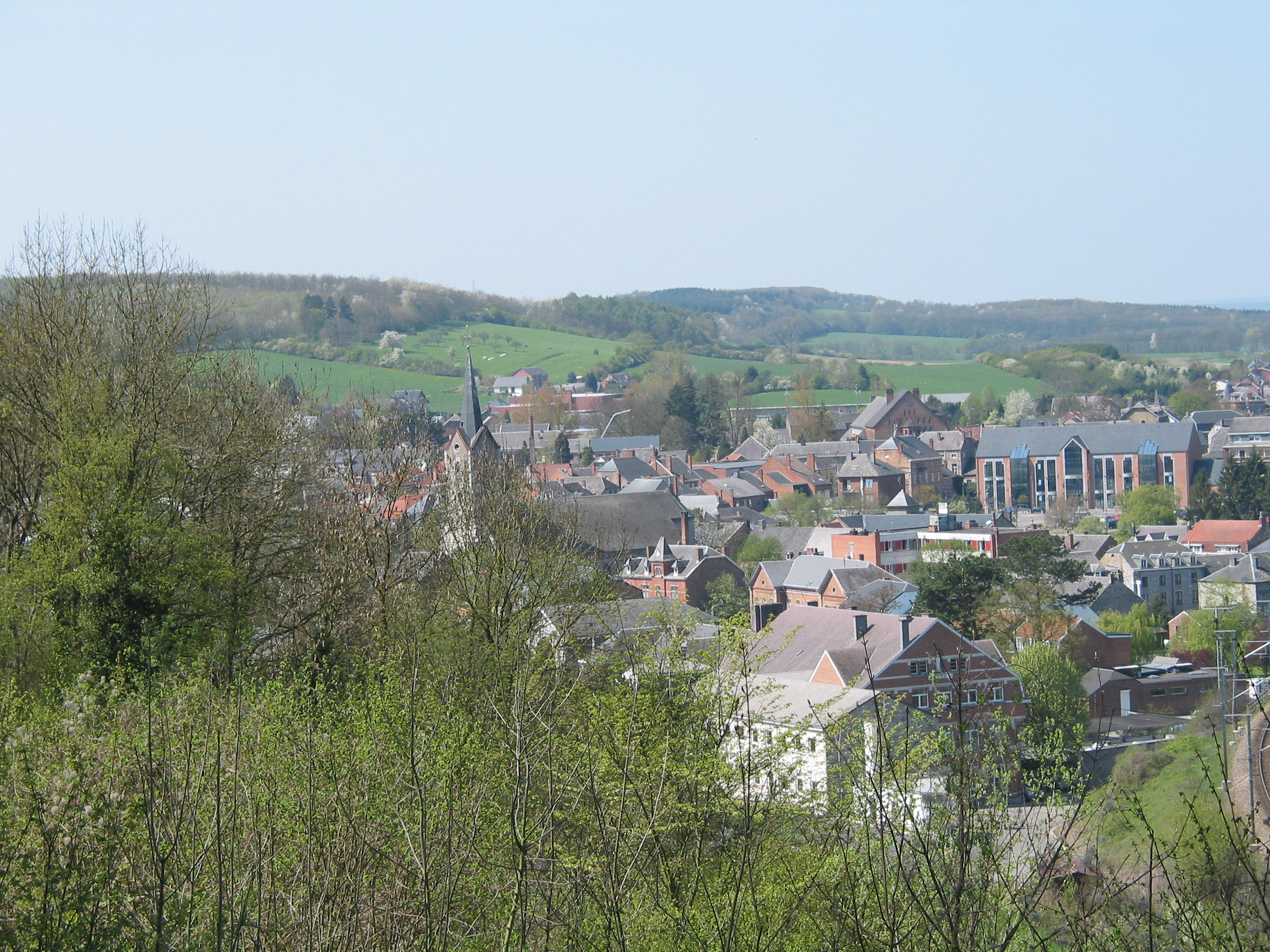
Beauraing, vista des del llogarret